# 歐尼爾蟲
歐尼爾蟲（學名：Onnia），又名翁蟲，是生存於奧陶紀的一屬三葉蟲，在海床表面下鑽洞生活。這類三葉蟲的體寬明顯大於體長。頭部凸出，外緣圍繞著許多規則狀的凹坑，是本屬的一大特徵。胸部由六個窄小的體節組成，尾甲呈無溝痕的三角形。窄小的中軸幾乎到達身體的邊緣。其化石分布於加拿大魁北克省、歐洲、摩洛哥及委內瑞拉等地。

## 外部連結
- Onnia （页面存档备份，存于） in the Paleobiology Database